# 2009 год в спорте
Список 2009 год в спорте перечисляет спортивные события, произошедшие в 2009 году.

## Общие события

### Октябрь
- 23 октября — в Казани прошёл спортивный форум «Россия — Спортивная держава».[1]

## Олимпийское движение
- 10 октября В Лондоне прошёл детско-юношеский конкурс по рисованию мультфильмов для Олимпиады 2012[2]
- 2 октября — На сессии МОК в Копенгагене будет определён город проведения XXXI Летних Олимпийских игр.[3]
- 19 февраля — 1 марта — XXIV Зимняя Универсиада в Харбине

## Биатлон
- 13 февраля — 22 февраля — Чемпионат мира по биатлону 2009 в Пхёнчхане

## Горнолыжный спорт
- 2 февраля — 15 февраля — Чемпионат мира по горнолыжному спорту 2009

## Лёгкая атлетика
- 15 августа — 25 августа — Чемпионат мира по лёгкой атлетике (Берлин, Германия)

## Футбол

### Лига чемпионов УЕФА

#### Сезон 2008—2009
- 27 мая — Финал Лиги Чемпионов УЕФА 2008—2009 в Риме. Испанская «Барселона» со счётом 2-0 выиграла у английского «Манчестер Юнайтед», став тем самым трёхкратным обладателем Кубка европейских чемпионов по футболу.

#### Сезон 2009—2010
- 20 октября — казанский «Рубин» в матче группового раунда футбольной Лиги чемпионов УЕФА одержал сенсационную выездную победу над испанской «Барселоной».[4]
- 3 ноября — московский ЦСКА в матче группового раунда Лиги чемпионов УЕФА сыграл вничью с английским «Манчестер Юнайтед».[5] Также определились первые 3 команды, вышедшие в плей-офф турнира. Ими стали, помимо «МЮ», французский «Бордо» и лондонский «Челси».[6]
- 4 ноября — казанский «Рубин» в матче группового раунда футбольной Лиги чемпионов УЕФА дома сыграл вничью с испанской «Барселоной».[7]

### Кубок УЕФА
- 1 мая — Финал Кубка УЕФА в Стамбуле. Победитель — донецкий «Шахтёр».

### Суперкубок УЕФА
- 28 августа — матч за Суперкубок УЕФА по футболу в Монако.

### Отборочные матчи Чемпионата мира по футболу-2010
- 19 октября — прошла церемония жеребьёвки стыковых матчей отборочного турнира чемпионата мира по футболу 2010 года в зоне УЕФА.[8]

### Кубок конфедераций
- 28 июня — Победителем Кубка конфедераций стала сборная Бразилии обыгравшая со счётом 3:2 сборную США в финале турнира.[9]

### Евро-2012
- 12 мая — УЕФА отложил принятие решения о городах в которых пройдут матчи Евро-2012.
- 29 августа — открытие стадиона Донбасс Арена в городе Донецк — домашнего стадиона футбольного клуба Шахтёр Донецк, также являющегося одним из стадионов Чемпионата Европы по футболу 2012 года.

### Разное
- 31 января — Старт турнира Кубок Легенд в Москве.
- 15-29 июня — Чемпионат Европы по футболу среди молодёжных команд
- 5-26 июля — Чемпионат мира по футболу среди молодёжных команд
- 21 июля-2 августа на Украине пройдёт чемпионат Европы по футболу среди юношей до 19 лет.
- 23-10 сентября — Чемпионат Европы по футболу среди женщин 2009

## Хоккей с шайбой

### Чемпионат мира по хоккею с шайбой
- 24 апреля — старт чемпионата.
- 10 мая — финальный матч чемпионата, в котором сборная России со счётом 2-1 выиграла у сборной Канады.

### Континентальная хоккейная лига
- 12 апреля — Впервые разыгранный главный трофей КХЛ — Кубок Гагарина выиграл казанский «Ак Барс».

## Хоккей с мячом
18-25 января — Чемпионат мира по хоккею с мячом (Швеция)

## Художественная гимнастика
- 18-25 января в Баку: Чемпионат Европы по художественной гимнастике.

## Авто- и мотоспорт

### Формула-1
- 25 октября — англичанин Дженсон Баттон, выступающий за команду Brawn GP, впервые в своей карьере стал чемпионом мира по автогонкам в классе «Формула-1».

### Ралли
- 3 января — В Буэнос-Айресе стартовало ралли «Дакар-2009»[10]

### Мотоспорт
- 25 октября — Валентино Росси стал девятикратным чемпионом мира по мотоспорту в классе MotoGP.[11]

## Теннис
- 20 апреля — Динара Сафина впервые стала первой ракеткой мира.
- 25 октября — состоялись финалы теннисного турнира Кубок Кремля 2009. Победителем в мужском одиночном разряде стал россиянин Михаил Южный, у женщин победу одержала итальянка Франческа Скьявоне, а в парном разряде победила пара Пабло Куэвас (Уругвай)/Марсель Гранольерс (Испания).[12]
- 29 ноября — состоялись финалы мужского итогового турнира года ATP. Победителями в парном разряде стала американская пара Боб Брайан / Майк Брайан,[13] одиночный же турнир покорился россиянину Николаю Давыденко.[14]